# Ring (entreprise)
Pour les articles homonymes, voir Ring.
Ring est une entreprise américaine spécialisée dans les sonnettes connectés. Elle appartient depuis 2018 à Amazon.